# 奥德海姆
奥德海姆（荷蘭語：Oudergem，荷蘭語發音：[ˈʌudərɣɛm] ⓘ），法语名欧德盖姆（法語：Auderghem，法語發音：[odəʁɡɛm]），是比利时布鲁塞尔首都大区的一个市镇，属于比利时法语社群和弗拉芒社群，法语和荷蘭語均为官方语言（但法语使用者居多），面积9.03平方千米，人口34,404人（2020年1月1日）。